# Chezelles, Indre-et-Loire
Chezelles är en kommun i departementet Indre-et-Loire i regionen Centre-Val de Loire i de centrala delarna av Frankrike. Kommunen ligger i kantonen L'Île-Bouchard som tillhör arrondissementet Chinon. År 2022 hade Chezelles 130 invånare.

## Befolkningsutveckling
Antalet invånare i kommunen Chezelles
Referens:INSEE